# Cnaphalocrocis rutilalis
Cnaphalocrocis rutilalis is een vlinder uit de familie van de grasmotten (Crambidae), uit de onderfamilie van de Spilomelinae. De wetenschappelijke naam van deze soort is voor het eerst voorgesteld als Botys rutilalis door Francis Walker in een publicatie uit 1859.
De soort komt voor in Noord-India, Sri Lanka en China (Hongkong).